# Мильдзихов, Юрий Валерьевич
Юрий Валерьевич Мильдзихов (15 июня 1968, Владикавказ, Северо-Осетинская АССР, РСФСР, СССР — 25 февраля 2008, Москва, Россия) — советский, российский и киргизский борец вольного стиля, сумоист и боец смешанных единоборств, участник Олимпийских игр 2004 года в Афинах.

## Биография
Борьбой начал заниматься в 13 лет под руководством тренера С. В. Багаева. Являлся заместителем атамана Аланского казачьего войска. В 1992 году был участником народного ополчения во время осетино-ингушского конфликта. В 1992 году в Санкт-Петербурге стал бронзовым призёром чемпионата России. В 1996 году в Туле во второй раз стал серебряным призёром чемпионата России. В боях без правил в 1996 году он стал первым чемпионом России в тяжёлом весе. Является призёром Кубка России по боям без правил 1997 года. Также принимал участие на Кубке мира по боям без правил в 1997 года в Израиле. После чего начал заниматься любительским сумо. В декабре 2000 года в бразильском Сан-Паулу стал бронзовым призёром чемпионата мира по сумо в команде. В марте 2001 года в Москве на чемпионате России по вольной борьбе завоевал бронзовую медаль. В октябре 2001 года в японской Аомори завоевал серебро чемпионата мира. В 2002 году выиграл чемпионат Европы по сумо, а на чемпионате стал вторым. В 2003 году стал чемпионом России и Европы по сумо. В 2004 году принял гражданство Кыргызстана. В феврале 2004 года в Софии заняв 4 место прошёл отборочный турнир и получил лицензию на Олимпиаду в Афины. В августе 2004 года на Олимпиаде он проиграл свою первую схватку Мариду Муталимову из Казахстана (2:3), после чего потерпел поражение от американского борца Керри Маккоя (0:4), в результате чего он получил травму левой ноги и не смог выйти на схватку против итальянца Франческо Миано-Петта, заняв последнее место в группе Мильдзихов не прошел в четвертьфинал и занял итоговое шестнадцатое место. В 2005 году стал чемпионом Европы по сумо в команде, а на чемпионате мира в составе сборной России стал бронзовым призёром. Спортом занимался на протяжении 25 лет. Умер 25 февраля 2008 года его сердце не выдержало нагрузок и остановилось в одной из московских клиник, где он годом ранее проходил курс лечения.

## Спортивные результаты
- Чемпионат России по вольной борьбе 1992 — ;
- Чемпионат России по вольной борьбе 1996 — ;
- Кубок России по боям без правил 1998 — ;
- Чемпионат России по сумо 2000 — ;
- Чемпионат мира по сумо 2000 (команда) — ;
- Чемпионат России по вольной борьбе 2001 — ;
- Чемпионат мира по сумо 2001 — ;
- Чемпионат Европы по сумо 2001 — ;
- Чемпионат Европы по сумо 2001 (команда) — ;
- Чемпионат России по сумо 2001 — ;
- Чемпионат мира по сумо 2002 — ;
- Чемпионат Европы по сумо 2002 —  (тяжелый вес);
- Чемпионат Европы по сумо 2002 —  (абсолютная);
- Чемпионат России по сумо 2003 —  (абсолютная);
- Чемпионат Европы по сумо 2003 —  (тяжелый вес);
- Чемпионат России по сумо 2003 — ;
- Чемпионат России по сумо 2003 (команда) — ;
- Чемпионат России по сумо 2004 — ;
- Олимпиада 2004 — 16;
- Чемпионат Европы по сумо 2005 (команда) — ;
- Чемпионат мира по сумо 2005 (команда) — ;